# Six Flags Hurricane Harbor
Six Flags Hurricane Harbor est une chaîne de parcs aquatiques américaine appartenant au groupe Six Flags. Chacun de ces parcs sont différents dans leur aménagement et par les attractions qu'ils contiennent. On retrouve des toboggans, des piscines à vagues, des boutiques, ...
Ces parcs sont plus ou moins rattachés à des parcs du groupe Six Flags. Certains permettent, avec une entrée unique, de profiter du parc d'attractions et du parc aquatique.
Le parc situé à Arlington fut ouvert sous le nom Wet'n Wild. Il fut rebaptisé Six Flags Hurricane Harbor en 1993, à la suite du rachat du parc par le groupe Six Flags. 

## Localisation
- Arlington, Texas (rattaché au parc Six Flags Over Texas)
- Eureka, Missouri (rattaché au parc Six Flags St. Louis)
- Jackson, New Jersey (rattaché au parc Six Flags Great Adventure)
- Valencia, Californie (rattaché au parc Six Flags Magic Mountain)
- Agawam, Massachusetts (rattaché au parc Six Flags New England)
- Gurnee, Illinois (rattaché au parc Six Flags Great America)
- Largo, Maryland (rattaché au parc Six Flags America)
- Austell, Géorgie (rattaché au parc Six Flags Over Georgia)
- Queensbury, État de New York (rattaché au parc Six Flags Great Escape)